# 小笠原貞子
小笠原 貞子（おがさわら さだこ、女性、1920年4月20日 - 1995年10月9日）は、日本の政治家。
1960年代 - 1990年代にかけて参議院議員、日本共産党副委員長、新日本婦人の会事務局長などを務めた。キリスト教徒であり、宗教的世界観を持たない同党において信仰を公表した人物の中では最も要職に就いた人物である。

## 略歴
東京都出身。北海道庁立札幌高等女学校補習科（現在の北海道札幌北高等学校）を卒業（1937年）。新日本婦人の会事務局長を経て、1968年の参議院議員選挙に全国区より出馬し初当選。1974年7月7日に実施された第10回参議院議員通常選挙では北海道地方区に移り、トップ当選（ただし、この選挙は自由民主党が同選挙区に保守系無所属も含めて3名を立候補させて共倒れになった側面もある）をした。ちなみに日本共産党が北海道地方区で議席獲得したのはこれが初めてになる。
以後、1980年、1986年の参議院選挙で北海道地方区から連続当選を果たした。通算4期つとめ、1986年 - 1989年参議院懲罰委員長。1992年の参院選には出馬せず、引退。
クリスチャンであった。関屋綾子（日本YWCA会長）ら、宗教者との対話活動も積極的に行い、共闘を進めていった。性的自由に対してキリスト教的保守的態度をとり、婚前交渉に否定的であった。
1992年8月10日の参議院議院運営委員会の合意により、永年在職議員の表彰として肖像画が贈られることになった時、箕田源二郎が肖像画を描いた。「小笠原貞子像」と題する作品は日本共産党本部に所蔵されている。

## 政策
日本共産党副委員長であった1987年12月11日、国会で原子力政策について、「私たちとしては原子力絶対反対だという立場をとっていない。原子力は当然新しい問題をいろいろ出しているけれども、原子力の発見というのは新しいエネルギーを得たことになり、有効利用の可能性ということを考えると、これをもう全面的に否定だという硬直した考え方は私たちは間違っていると思うのです。」と、反原子力の立場にくみしないと述べる一方で、スリーマイル島原子力発電所・チェルノブイリ原子力発電所の事故の教訓として「安全性確保の原子力開発政策というものに今のものから転換させることと、その規制を十分行うということが必要だ」と、原子力利用に関する規制強化・政策転換が必要との党の立場を明らかにした。

## 家族
小笠原は1971年の著書『面を太陽にむけて』で、「私は子どもに恵まれませんでした」と述べている。
一方で金融工学者の今野浩は、同じく金融工学者で法政大学教授だった後藤公彦が小笠原貞子の実子であると2010年の著書で述べている。ただし今野は後藤の死後に未亡人から聞いた話としてこれを紹介しているだけで、第三者の証言などによる裏づけはない。